# Position de sécurité

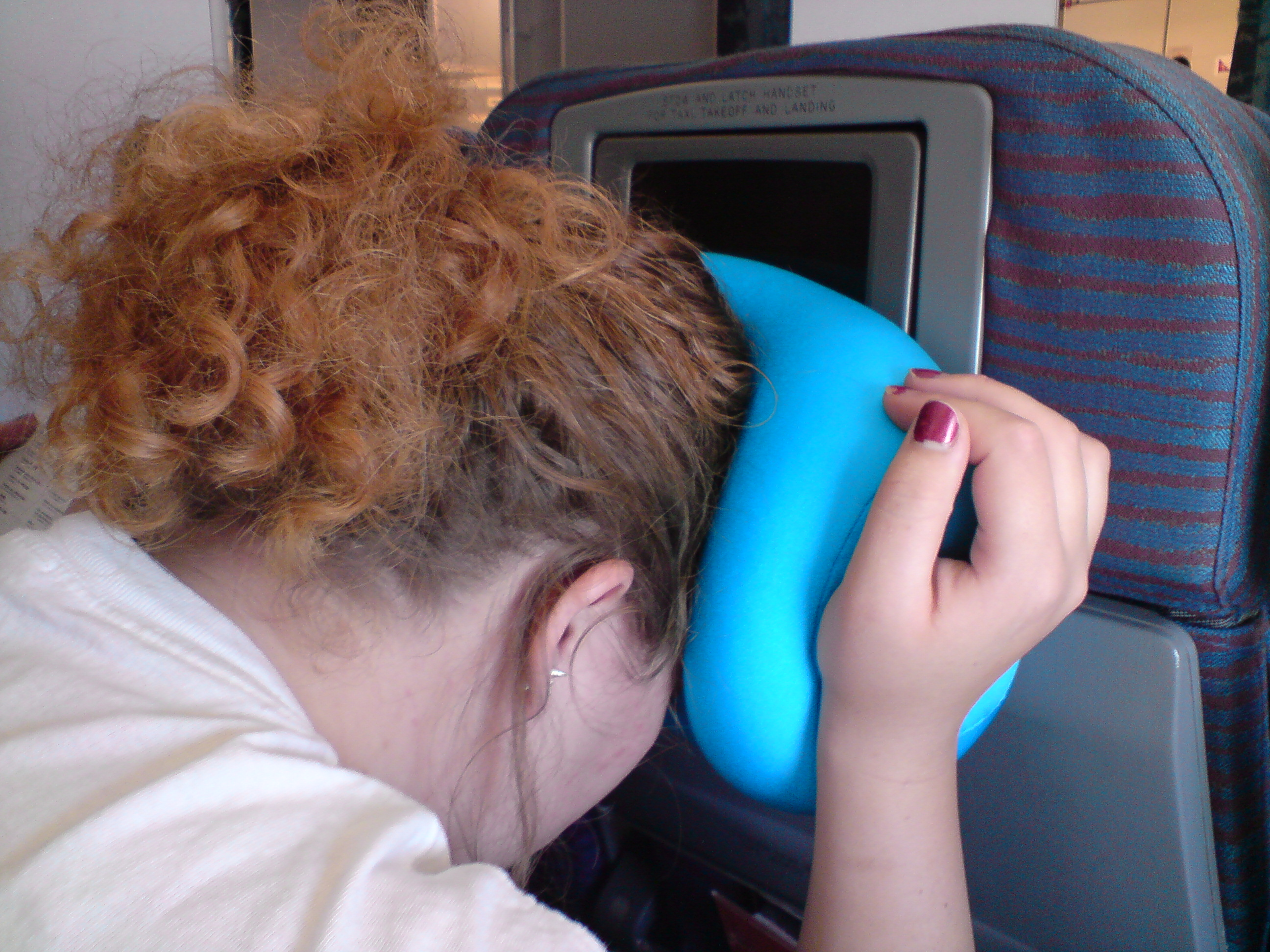
Passagère adoptant la position de sécurité dite « de Quattro ».

La position de sécurité est une directive donnée par l'équipage aux passagers d'un aéronef en prévision d'un atterrissage forcé.

## Nature du problème
En cas d’atterrissage forcé l'avion peut subir une décélération brutale dans le sens vertical et horizontal. Même si la structure de l'appareil supporte les chocs sans se détruire, les passagers peuvent subir deux types d’agression : impact d'un élément mal arrimé (bagage, chariot, autre passager, etc.) et projection de sa tête ou de ses membres contre une surface solide. Les passagers doivent donc se placer dans une position telle que leur corps constitue un ensemble aussi fermé que possible tout en protégeant les parties les plus sensibles. 

## Description
Les autorités aéronautiques de plusieurs pays ont effectué des recherches et prescrivent des positions différentes qui ont toutefois des points communs :
- placer la tête aussi près que possible de la surface que l'on risque d'impacter (en règle générale, c'est l'appui-tête du siège de la rangée précédente) ;
- se pencher au maximum ;
- placer les pieds à plat sur le sol.

L'objectif général est d'éviter autant que possible que la tête ou les membres soient projetés au moment du choc. Si le passager reste conscient il pourra aussi évacuer l'appareil en cas d'urgence. La position de sécurité est souvent décrite sur la plaquette indiquant les issues de secours située dans la pochette de chacun des sièges. Il n'existe toutefois pas d'obligation internationale concernant ce point. L'équipage dispose de sièges tournés vers les passagers et donc parfois dos au sens de la marche. Cette position leur permet de voir et de donner des directives aux passagers. Le risque de percussion par un projectile est par contre plus élevé.

## Cas des bébés
Les normes américaines préconisent l'utilisation de sièges adaptés. L'utilisation d'une ceinture accrochée à la ceinture d'un adulte est maintenant interdite bien qu'encore utilisée dans les pays européens[réf. nécessaire].

## Résultats
L'adoption de la position de sécurité est considérée comme le facteur majeur ayant permis à tous les passagers de survivre dans plusieurs cas d'atterrissage forcé dont, en particulier :
- l'accident du vol 751 Scandinavian Airlines en 1991 ;
- l'amerrissage du vol 1549 de US Airways en 2009.